# Kevin McDonald (football)
Pour les articles homonymes, voir Kevin McDonald et McDonald.
Kevin David McDonald (né le 4 novembre 1988 à Carnoustie, Écosse) est un footballeur écossais.

## Carrière

### Au club
Le 22 juillet 2016, il rejoint Fulham.
Le 31 janvier 2023, il rejoint Exeter City.
Le 20 juin 2023, il rejoint Bradford.

### International
Le 23 mars 2018, McDonald honore sa première sélection avec l'équipe d'Écosse en étant titularisé lors d'un match amical face au Costa Rica (défaite 0-1).

## Palmarès
- 2014 Membre de l'équipe type de Football League One en 2014.